# Julius Schovelin (1860-1933)
 Der er flere personer med dette navn, se Julius Schovelin (1821-1870).
Julius Vilhelm Schovelin (6. januar 1860 på Frederiksberg – 8. april 1933 på Frederiksberg) var en dansk nationaløkonom, forfatter og politiker.
Schovelin, der var søn af landskabsmaler Axel Schovelin, var født 6. januar 1860. Efter i 1877 at være blevet student fra Borgerdydskolen kastede han sig over nationaløkonomi og tog i 1882 statsvidenskabelig eksamen. I 1884 vandt han Universitetets guldmedalje for en afhandling om danske strejker. I 1880 fik han ansættelse i Københavns Kommunes statistiske kontor, hvor han blev til 1885, og vikarierede derefter en tid som assistent i Magistratens 1. afdelings sekretariat. Tillige fungerede han som sekretær ved regeringskommissionen af 1885 angående ulykkes- og sygeforsikring og udarbejdede som sådan en oversigt over ulykkesforsikringslovgivningen i Europa og afhandling om de danske sygekasser. I 1886-87 foretog han længere udenlandsrejser, navnlig for at studere landbrugets driftskredit. I 1888 besvarede han Grosserersocietetets prisopgave (Den tyske Toldforening og en nordisk Toldunion) og fik prisen, hvorefter han samme år ansattes som sekretær ved Grosserersocietetets komité og det følgende år tillige som chef for Børskontoret og sekretariatet, hvilket han var indtil 1910. Han tog initiativet til udarbejdelsen af den årlige, af ham redigerede og delvis forfattede handelsberetning, med oversigter over Danmarks handel, skibsfart og produktion. 1917-20 var han direktør i Dansk Hypothekforsikringsbank og 1920 blev han kgl. børkommissær.
Schovelin udfoldede en omfattende litterær virksomhed. Allerede i 1882 skrev han i Nationaløkonomisk Tidsskrift (om frilagerspørgsmålet og om ølskatten). 1885 fulgte en større afhandling om Toldreformen og Industrien, og samme år holdt han på industrimødet i Odense foredrag om Landbrugets og Industriens Solidaritet, ligesom han også senere under bevægelsen for toldbeskyttelse leverede forskellige oversigter til brug for Rigsdagens forskellige toldudvalg. Endvidere kan nævnes studier over landbrugets driftskredit (1886) og en enquete over ølskattens virkninger (1893). Han har tillige beskæftiget sig med Danmarks økonomiske historie og gav i 1899-1900, i 2 bind, en skildring af Danmarks handel i slutningen af det 18. århundrede (Fra den danske Handels Empire). Senere udkom D. F. D. S. 1866-91 og D. F. D. S. 1866-1906, Privatbanken 1857-1907 (1907), Den kjøbenhavnske Sø-Assurance-Forening 1852-1912, Fra Kongegunst til Selvstyre (1917), Landmandsbanken 1871-1921, Fyens Disconto Kasse 1846-1921 samt Fra den danske Handels Renaissance (1924).
Han var politisk medarbejder ved Berlingske Tidende 1890-94 og nationaløkonomisk medarbejder ved Vort Land 1896-1904 og bidrog til Dansk Biografisk Lexikon (1887-1905).
Endvidere leverede Schovelin en mængde avisartikler af nationaløkonomisk og politisk indhold, hvori han med skarp pen forfægter sine anskuelser, således under mærket «Verðandi» om lockout'en i 1899 i Vort Land, ligesom han i 1896 i forening med Dr. Østrup udgav den politiske pjece Hvad nu --? under pseudonymet «Suum--cuiqve». Ved folketingsvalget i april 1901 stillede han sig i Horsens som Højres kandidat, uden dog at opnå valg. I 1909 blev han valgt til Københavns Borgerrepræsentation, hvor han sad til 1917, og fra 1910 var han medlem af Højres Arbejder- og Vælgerforenings hovedbestyrelse. Han var folketingsmand for Københavns 4. kreds 1910-18 og dernæst landstingsmand, medlem af Toldrådet fra 1917, af Landstingets Finansudvalg, af Det udenrigspolitiske Nævn fra 1923 og bestyrelsesformand for Københavns Fondsbørs fra 1924. Tillige medlem af tilsynsrådet for Kongeriget Danmarks Hypotekbank fra 1918.
Han blev Kommandør af 2. grad af Dannebrog 1924 og Dannebrogsmand 1909.
Efter at hans første ægteskab, med Jenny Camilla f. Sørensen (f. 9. november 1860), var blevet ophævet i 1898, ægtede Schovelin 23. juli 1898 Emilie Andrea Libert (f. 1. februar 1861), datter af landskabsmaler Emil Libert. Han er begravet på Solbjerg Parkkirkegård.
Schovelin er gengivet på tegninger af Herluf Jensenius 1928 og Otto Christensen 1930. Portrætteret på Oscar Matthiesens maleri af den grundlovgivende Rigsdag 1915 (1923, Christiansborg). Kultegning som skitse hertil 1922 i familieeje.